# Frostmarknader på Themsen
Frostmarknader på Themsen var vanliga vid Themsen i London mellan 1400-talet och början av 1800-talet, under den så kallade Lilla istiden, då floden ofta frös. Vid denna tid upplevde Storbritannien flera stränga vintrar, och floden lade sig ofta.
1683–1684 upplevde England sin värsta uppmätta frostperiod någonsin, och Themsen låg frusen i två månader, och isen var 28 centimeter tjock i London. Tjock is rapporterades också på flera håll längsmed Nordsjön (England, Frankrike och regionen Nederländerna), och ledde till svåra problem för skeppen, och användandet av flera hamnar försvårades. Utanför Manchester frös marken till 27 tum; i Somerset till mer än fyra fot.

## 1814
Frostmarknaden 1814 började den 1 februari, och varade i fyra dagar. En boktryckare vid namn "Davis" publicerade en bok, Frostiana; or a History of the River Thames in a Frozen State. Denna frostmarknad blev också den sista. Klimatet blev mildare, och gamla London Bridge revs 1831 och ersattes med en ny bro, med större bågar, så att vattnet kunde flyta på mycket friare; Dessutom invallades floden steg för steg under 1800-talet, vilket minskade möjligheterna till att den skulle frysa.

## Åren då Themsen lade sig
Från år 1400 och fram till 1800-talet, finns 24–26 rapporterade fall där Themsen frös: 1408, 1435, 1506, 1514, 1537, 1565, 1595, 1608, 1621, 1635, 1649, 1655, 1663, 1666, 1677, 1684, 1695, 1709, 1716, 1740, (1768), 1776, (1785), 1788, 1795 och 1814.

## Senare tid
Den 22 december 2003 hölls en endagsmarknad.

### Fotnoter
1. ↑  Andrew B. Appleby; Epidemics and Famine in the Little Ice Age; Journal of Interdisciplinary History, Vol. 10, No. 4, History and Climate: Interdisciplinary Explorations (Spring, 1980), p. 643–63
2. ↑  Gordon Manley 1684: The Coldest Winter in the English Instrumental Record. Weather Journal 1975
3. ↑    - G. Manley, "Central England temperatures: monthly means 1659 to 1973.", Quarterly J. of the Royal Meteorological Society,  vol. 100, p. 389–405 (1974).
4. ↑  London Gazette, w/c 31 Jan 1684: reports from Dover, 1 Feb
5. ↑  Review of "Professional Survey of the Old and New London Bridges" in The Examiner, issue 1232, 11 Sep 1831 (London)
6. ↑  Barge crashes into bridge ruins, in the Morning Chronicle, issue 19547, 20 Apr 1832 (London)
7. ↑  Schneer, p. 70
8. ↑  Schneer, p. 73
9. ↑  Lamb, 1977.
10. ↑   London SE1 website team. ”Frost Fair returns to Bankside”. London-se1.co.uk. Arkiverad från originalet den 6 december 2008. https://web.archive.org/web/20081206193716/http://www.london-se1.co.uk/news/view/770. Läst 14 januari 2010.